# Amanda Elmore
Amanda Elmore (West Lafayette, 13 de março de 1991) é uma remadora estadunidense, campeã olímpica.

## Carreira
Elmore competiu nos Jogos Olímpicos de 2016, no Rio de Janeiro, onde conquistou a medalha de ouro com a equipe dos Estados Unidos no oito com.